# Annie Hindle
Annie Hindle (Imperio británico, c. 1840) fue el primer drag king popular en los Estados Unidos, conocido como Charles Hindle. Tanto él como su madre adoptiva, Ann Hindle, emigraron a la ciudad de Nueva York en 1868. Hall actuó como drag king masculino en actos solistas y en minstrels de 1868 a 1886.
La obra de Emma Donaghue, Damas y caballeros, trata sobre Hindle tras la muerte de su esposa, Annie Ryan.

## Infancia
Hindle nació en Inglaterra a mediados de la década de 1840 y fue adoptada por Ann Hindle. Hindle sentía afinidad tanto por cantar como por llevar ropa masculina a una edad temprana y comenzó a actuar en un escenario musical a la edad de seis años. Hindle y su madre se mudaron a Estados Unidos en 1868.

## Trabajo de drag king
Hindle actuó como drag king en el escenario de variedades de Estados Unidos entre 1868 y 1886 y recibió excelentes críticas y reservas constantes. Sus habilidades para personificar a un hombre asombraron a su audiencia. Una reseña de una de sus actuaciones en el Teatro Adelphi en Galveston, Texas, afirmaba: "Hindle ha demostrado ser un gran éxito. Como imitador masculino, su sexo está tan oculto que uno tiende a imaginar que es un hombre el que canta." 

## Vida personal
El primer matrimonio de Hindle fue con Charles Vivian, cantante de baladas y fundador de una fraternidad teatral. Se casaron en 1868, pero se separaron sin divorcio legal seis meses después. Posteriormente, Hindle declaró que Vivian había abusado de ella en el curso de su relación.
En 1878, algunos periódicos informaron de que Hindle se había casado con el juglar W.W. Long, aunque ningún registro oficial puede confirmarlo. Además, la pareja nunca vivió ni viajó junta.
En 1886, en Grand Rapids, Michigan, Hindle se casó con su vestidora, Annie Ryan mientras estaba de gira por el medio oeste. Hindle se vistió con ropa masculina y dio su nombre mientras Charles y un pastor bautista local oficiaban la ceremonia.
Sin embargo, se especula que el matrimonio de Hindle con Ryan no fue el primero que tuvo con una mujer. Gillian M. Rodger, en Just One of the Boys: Female-to-Male Cross-Dressing on the American Variety Stage (2018), ha encontrado registros de matrimonio entre Hindle y otras mujeres, que encajan con el período de tiempo que se dedicó a actuar junto a ellas. Existe la posibilidad de que en diciembre de 1868 Hindle se casara con Nellie Howard, una bailarina de slide. En ese momento, Hindle y Howard actuaban juntos en la Ópera de Baltimore. Otro posible matrimonio fue entre Hindle y Blanche Du Vere el 23 de noviembre de 1870. En ese momento, Hindle actuaba con Du Vere en el Metropolitan Hall de Washington, D.C. El matrimonio sólo duró hasta principios de 1871, pero es notable: más tarde Du Vere cambió su nombre a Blanche Selwyn, con el que se hizo conocido como otro famoso drag king.
Hindle continuó actuando sobre el escenario. Tras la muerte de Ryan en 1891, se casó con otra joven, Louise Spangehl.
En septiembre de 1900, Hindle fue arrestado por intoxicación pública en Buffalo, Nueva York, pero fue puesta en libertad. Su última aparición conocida en el escenario fue en el Odeon de Dayton, Ohio, en octubre de 1904.